# 運搬作用
運搬作用（うんぱんさよう）とは、浸食作用などによって削り取られた土砂を、川の流れなどによって運搬する作用のことである。

## 作用する環境
運搬作用は、川の流れの速いところのほうが作用しやすくまた、大きく作用する。よって川の流れが速い上流域の方が、作用しやすくなる。そのため中流域や下流域になどの川の流れが比較的遅くなるに比例して、運搬作用も弱まってくる。運搬作用が弱まることによって、川の水のなかに含まれていた土砂がにより堆積（堆積作用）し、扇状地や三角州などが生成される。

## 現象

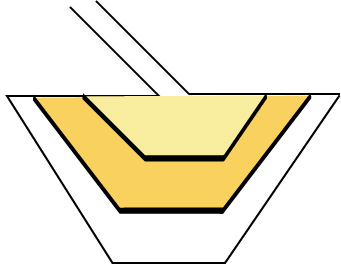
河口から海の沖合にかけて川の流れが弱くなったり無くなったさいに土砂が堆積する様子

運搬作用と堆積作用は切っても切れない関係にある。
両方の作用によって発生する現象としては、上述の扇状地や三角州の生成のほか、河口から海の沖合にかけて川の流れが弱くなったり無くなったさい、右図のような形で土砂が堆積することがある。この場合、肌色の部分から白い部分へと順に、小石、砂、泥の順番で堆積するが、これは軽い物の方が遠くまで飛ぶからである。

## 河川

### エントレインメント
河床の堆積物は、流速が十分に小さいと動かされないが、流れが徐々に速くなると移動するようになる。この現象をエントレインメントと呼び、堆積物が動きはじめる条件を「堆積物の初動（始動）条件」という。堆積物を押し流そうとする力は流れによるせん断力だが、とくに単位面積当たりのせん断力を掃流力という。掃流力は水深（径深）と河床勾配に比例する。堆積物の初動条件は、この掃流力や流速などに着目した多くの関係が提示されており、流れの条件や堆積物粒子の粒径・密度に依存する。任意の条件下で、初動条件を満たす粒子だけがエントレインメントされる現象を選択的運搬作用と呼ぶ。礫質な河川では、細粒粒子が選択的運搬作用を受け、礫だけが河床表面を覆うアーマー現象（アーマリング）がみられる。なお、乾燥地において礫砂漠が形成されるプロセスも、同様に選択的運搬作用である。

### 運搬様式
河床堆積物は一度流水に取り込まれると、以下の3つの様式によって運搬される。これらの運搬様式は、粒子の沈降速度に関係し、粒径が大きく密度が大きい粒子ほど、沈降速度が大きく速くなる。

#### 浮遊
粒子が水中に浮かんだ状態で運ばれる運搬様式。運搬される土砂は浮遊砂、土砂運搬量は浮遊砂量と呼ばれる。運搬されるのは一般的にシルトや粘土などの細粒物質である。浮遊は乱流により保持され、乱れが強いほど大きな粒子が運搬される。

#### 掃流
比較的大きな粒子が、以下3つの形式で、河床近傍や河床に沿って動く現象。運搬される土砂は掃流砂、土砂運搬量は掃流砂量と呼ばれる。
- 滑動 - 岩屑が回転せず、河床を離れないで移動する[4]。
- 転動 - 岩屑が回転し、河床を離れないで移動する[4]。
- 跳動 - 河床から断続的に離れて移動する[4]。

#### 溶流
岩石の溶解物質を運搬する様式。溶解物質の大部分は地下水から供給されたものである。荷重は溶流荷重（dissolved load）と呼ばれるが、荷重の量は流域の地質（化学的風化の影響など。）を反映して、河川によって異なる。これらは、一般に濃度で表され、電気伝導度の計測で大まかに把握できる。全荷重に占める溶流荷重の比率は河川によって10 - 90パーセントと大きく異なるが、世界平均は25パーセントと推定されている。例えば、上流部の五大湖に浮遊・掃流荷重を捕捉されてしまうセントローレンス川は、全荷重の大半を溶流荷重が占めている。

## 風

### 運搬様式
風が土砂を運搬する様式は、典型的には以下の3つの形式。河川の場合と同様にエントレインメントと呼ぶが、風が弱いとき土砂は動かず、風速が大きくなると動き出し空気に混ざって移動するようになる。
- 浮遊 - 空中に舞い上がって移動する[5]。
- 跳動 - 地面から跳ね上げられ移動する。ふつう、粒子は放物線状の軌道をとり、何度か続けて跳ね上がる[5]。
- 匍行 - 回転したり（転動）滑ったり（滑動）しながら、地面を這うように移動する[5]。
- 匍行に代えて、重要な運搬様式として 被弾飛散動 (repuation) - 跳動する粒子が衝突して更に他の粒子を跳動させるプロセス を提唱する理論もある[5]。

砂は粒径が小さくなるほど、動き出す風速は小さい。粒径0.1ミリメートル(mm)前後がそのピークで、地上1メートル(m)の高さの風速が3メートル毎秒(m/s)で動く。これより小さい粒子は逆に、小さくなるほど強い風でなければ動かなくなる。その理由として、微小粒子は、気層流の境界層の層流底層（気流の弱い部分）に埋もれてしまうことや、粒子間の粘着力がはたらくことが挙げられる。
バルハンは風の作用で移動する砂丘で、尾根の風上側で侵食、風下側で堆積を起こしながら徐々に移動する。

### 飛砂
飛砂 (sand drift)は跳動や匍行により砂が移動する現象で、シルトやそれより小さい粒子の移動は含めない。観測と実験により、飛砂の量は風速の3乗に比例することが分かっている。また、8割程度が跳動とされている。砂の跳ね上がる高さは、粒径0.1 - 1 mmの砂で1m以内、風速10 m/sではおおむね50 cm以内（そのうちほとんどが30 cm以内）とされている。

### 砂塵嵐と風成塵
砂嵐や砂塵嵐は、強い風、特に突風が吹くときに土砂が吹き上げられる現象で、砂漠や乾燥地域にみられる。運ばれている粒径のサイズにより、砂嵐（すなあらし, sand storm）と塵嵐（ちりあらし, dust storm）を呼び分けることもある。
砂塵嵐では飛砂も生じているが、高く舞い上がる浮遊の形式で移動するのはシルトやそれより小さい粒子で、ときに数千メートル上空の対流圏上層まで吹き上げられる。微かい粒子は風が収まってからも滞空して遠くまで運ばれる。このように運搬されるものを風成塵（ふうせいじん, aeolian dust）という。
運ばれた細かい粒子は、雨に混じって赤みがかった・黄みがかかった雨（塵雨）として降ったり、空気を霞ませる煙霧や靄を生じたりする。
風成塵は偏西風などに乗って数千キロメートルを移動する。このように長距離輸送されるものを広域風成塵と呼ぶことがある。サハラ砂漠由来の風成塵は、地中海沿岸に分布する石灰岩の母材が変性してテラロッサとなるプロセスにも関与している。
シルトやそれより小さい粒子からなる風成塵の堆積物をレスや黄土という。砂漠周辺や、第四紀の氷河分布域の周辺にレスは大規模に分布する。